# موزارت إلى الأبد (فلم)
موزارت إلى الأبد (بالإنجليزية: For Ever Mozart) فيلم دراما، كوميدي، وحرب لعام 1996 من إخراج وكتابة وتحرير جان لوك جودار. اختير الفيلم ليكون المدخل السويسري لأفضل فيلم بلغة أجنبية في حفل توزيع جوائز الأوسكار السبعين، ولكن لم يتم قبوله كمرشح.  

## طاقم التمثيل
- مادلين أساس: في دور كميل.
- غالية لاكروا: في دور كاميلا / روزيت.
- بيرانجير ألوكس: في دور الممثلة السينمائية في الفيلم.
- فيكي ميسيكا: في دور فيكي فيتاليس (المخرجة).
- فريديريك بييرو: في دور جيروم.
- هاري كليفن: في دور هاري (الكاتب الكبير).
- ميشيل فرانسيني: في دور البارون فيليكس.
- سابينه بولمان: في دور سابينه (صديقة البارون).
- ماكس أندريه: في دور بوكا (المستشار).
- سيلفي هربرت: في دور الأم سيلفي.
- سيسيل ريغير: في دور المساعد.
- دومينيك بوزيتو: في دور متدرب.
- ياسنا زيفانوفيتش: في دور الصربية الحزبية.
- ناتالي دورفال: في دور صحفية.
- دان تورين: في دور عريف.[5]

## أحداث الفيلم
ينقسم الفيلم إلى أربعة أجزاء، أطلق عليها جودار عناوينها لاحقًا.
الجزء الأول (المسرح)
يقدم المخرج السينمائي المسن «فيكي فيتاليس»، مشروعًا جديدًا بعنوان «بوليرو المهلك»، بمساعدة ابن أخيه جيروم. تصطف مجموعة من الممثلين للاختبار، لكن فيكي يبدو غير راضي عن أدائهم. يتمكن المخرج من تأمين التمويل من البارون فيليكس، الذي يقوم بإشراك ممثلة تدعى سابين، مما يسبب استياء صديق سابين الحزين. يرافق جيروم ابنة فيكي «كاميل» أستاذة الفلسفة في البحث عن نسخة من مسرحية «لعبة الحب والصدفة» التي كتبها بيير دي ماريفو، لتقديم المسرحية في سراييفو التي مزقها الحرب. لا يتمكن جيروم من العثور على النسخة المطلوبة، ويستقر الرأي بدلاً من ذلك على مسرحية ألفريد دي موسيت «يجب ألا تسخر من الحب». يقرر جيروم، مغرمًا بابنة عمه كاميل، الذهاب إلى سراييفو معها.
«يجب ألا تسخر من الحب» في سراييفو
في الجزء الثاني، يستقل جيروم وكاميل مع فيكي والخادمة جميلة، قطارًا إلى البوسنة. يتركهم فيكي، ويبدأ شبح الدبابات بالظهور في الغابة، وبعد فترة وجيزة، تقبض القوات شبه العسكرية الصربية على كميل وجيروم وجميلة ويقتادوهم إلى قصر مهجور تستخدمه القوات شبه العسكرية كقاعدة، وهناك يقوم كاميل وجيروم بحفر قبورهم مجازيًا عندما يقوموا بتصحيح رواية قائد صربي على روايته عن مشاركة جورج دانتون في الثورة الفرنسية. يعتدي الجنود عليهم جنسياً، ويجبروهم على حفر قبورهم، ثم يتم قتلهم في هجوم على القاعدة. تلوذ الخادمة جميلة وأحد الجنود الذي أحبها.
فيلم القلق
يعمل فيكي على مشروعه «بوليرو المهلك» جالساً على شاطيء البحر. تقوم الممثلة السابقة سابين، مساعدة البارون المطيعة، بنسخ حوار فيلم إباحي، بينما يقوم البارون بتجميع الأموال لفيلم فيكي. يقوم فيكي بإعداد ممثلة وممثلة للقيام بأدوار كاميل وجيروم. يبدأ التصوير بلا هوادة وسط سيل من الرياح والأمطار، وفي النهاية، يأمر المخرج المسن الممثلة الشابة بالصراخ ببساطة، «نعم». يتحول المشهد إلى أول عرض للفيلم في دار عرض صغير. الأشخاص الذين يصطفون لا يصلون إلى الداخل، وإدراكًا منهم أنه فيلم فني تم تصويره بالأبيض والأسود، يصور أهوال الحرب، يتحولون في اشمئزاز لرؤية فيلم آخر عنوانه «القاتل4»، ويزيل صاحب دور العرض ملصقات الفيلم على عجل.
موزارت إلى الأبد
يتجمع بعض الأشخاص في قاعة مزخرفة لحضور كونشيرتو بيانو موزارت تؤديه فرقة أوركسترا شبابية. يتعذر بدء الموسيقى بسبب عازف البيانو، الشاب المتميز بالزي القديم، ومع بدء العرض، يحاول فيكي المرهق الحصول على بعض من الوقت للموسيقى، ولكنه في ردهة المسرح، غير قادر على الوصول إلى قمة الدرج،  وفي الداخل، يتم عزف الموسيقى، وتستمر صفحات موسيقى موزارت في التقليب.

## خلفية الفيلم
كانت نقطة انطلاق الفيلم مقالة بقلم فيليب سوليرس في صحيفة لوموند حول فكرة سوزان سونتاج لتقديم مسرحية صموئيل بيكيت «في انتظار جودو Waiting for Godot» في سراييفو. انتقد سوليرس في مقاله الخطة، معتبراً مسرحية بيكيت محبطًةً للغاية بالنسبة لحرب البوسنة، وبدلاً من ذلك يقترح مسرحية «لعبة الحب والصدفة The Game of Love and Chance» التي كتبها بيير دي ماريفو. أثارت الفكرة مخيلة جودار، ولكنه لم يتمكن من الحصول على كتاب مسرحية ماريفو في منطقته السكنية، ولذلك استبدلها بمسرحية موسيت «يجب ألا تسخر من الحب One Must Not Trifle with Love»، كما فعلت كاميل في الفيلم.

## استقبال الفيلم
منح موقع الطماطم الفاسدة الفيلم تقييم مقداره 50% بناء على آراء 10 نقاد سينمائيين.
كتب ستيفن هولدن من صحيفة نيويورك تايمز: "إذا كان ما تتوقعه هو مقال غنائي صارم يأخذ الكثير من الظلال ويتطلب فك رموزه الجادة، فإن فيلم "موزارت إلى الأبد" هو فيلم يجب الاستمتاع به.
كتب فرناندو ف.كروس من «ساين باشون Cine passion»: «لا يمكن للفن كبح جماح أهوال العالم في قبر جان لوك جودار وشروده المخادع».
كتب نويل موراي على موقع ذا ديذولف the dissolve: «فيلم» موزارت إلى الأبد«هو الفن مقابل الواقع، وبعض المدافعين عن جودار القدامى باعتباره غير معقول في أسوأ الأحوال، وممل في أحسن الأحوال».

## وصلات خارجية
موزارت إلى الأبد على موقع IMDb (الإنجليزية)
- موزارت إلى الأبد على موقع نتفليكس (الإنجليزية)
- موزارت إلى الأبد على موقع ألو سيني (الفرنسية)
- موزارت إلى الأبد على موقع أول موفي (الإنجليزية)
- موزارت إلى الأبد على موقع بوكس أوفيس موجو (الإنجليزية)
- موزارت إلى الأبد على موقع فيلمافينيتي (الإسبانية)
- موزارت إلى الأبد على موقع قاعدة بيانات الفيلم (الإنجليزية)
- موزارت إلى الأبد على موقع ليتربوكسد (الإنجليزية)
- موزارت إلى الأبد على موقع كينوبويسك (الروسية)